# 张晔 (1907年)
张晔（1907年—1990年1月12日），原名周维新，又名周凉芳、周金铭，化名张德一，男，山西河津人，中华人民共和国政治人物。

## 生平
张晔出生于河津桃园巷一贫苦人家，兄弟四人。其弟周维晞曾任中国人民解放军总参谋部通信部顾问、总参谋部科技委委员。周维新早年曾在太原兵工厂当学徒。1926年，在表姐纪云（王凤兰）与谢光沛的介绍下加入中国共产党。后前往天津等地从事工人运动，担任过中共洪赵特委组织部部长，中共河北省委直属的中共天津租界区委书记，天津赤色互济会秘书长，中共保定特委书记、组织部部长等职。1933年前往山东出任中共山东工委书记，同年底被捕。1937年出狱后，1938年进入延安中共中央党校学习。此后历任中共中央北方局巡视团团长，中共太南地委组织部部长，中共冀鲁边区委委员、组织部部长，中共海滨区委副书记。1946年调往中共中央华东局任民运部部长。次年起出任中共渤海区委书记、渤海军区政委。1949年出席中国人民政治协商会议第一届全体会议并当选第一届全国政协委员。
中华人民共和国成立后，历任中共中央山东分局委员、组织部部长，山东省人民政府监察委员会主任、土地改革委员会主任，中共中央华北局委员、农村工作部部长，山东省政协第三、四届副主席，第五、六届山东省人大常委会副主任等职。
1990年，张晔在济南逝世。